# Nobutoshi Kaneda
Nobutoshi Kaneda, född 16 februari 1958 i Hiroshima prefektur, Japan, är en japansk tidigare fotbollsspelare.